# إيزابيل كورنيش
إيزابيل كورنيش هي ممثلة أسترالية وهي معروفة بأدوارها التلفزيونية ، خاصة في سن البلوغ , ذهابا وإيابا ، و Crystal في المسلسل التلفزيوني الأمريكي لا إنسانيون لعام 2017.

## الروابط الخارجية
- إيزابيل كورنيش على موقع IMDb (الإنجليزية)
- إيزابيل كورنيش على موقع قاعدة بيانات الفيلم (الإنجليزية)

- Isabelle Cornish في قاعدة بيانات الأفلام على الإنترنت